# Ian McCoshen
Ian James McCoshen, född 5 augusti 1995, är en amerikansk professionell ishockeyback som är kontrakterad till Florida Panthers i National Hockey League (NHL) och spelar för deras primära samarbetspartner Springfield Thunderbirds i American Hockey League (AHL). Han har tidigare spelat på lägre nivåer för Boston College Eagles (Boston College) i National Collegiate Athletic Association (NCAA) och Waterloo Black Hawks i United States Hockey League (USHL).
McCoshen draftades i andra rundan i 2013 års draft av Florida Panthers som 31:a spelare totalt.

## Statistik
| 2009–2010   | Shattuck St. Mary's      |             | 58  | 21 | 35 | 56 | 46  | —  | — | — | —  | —  |
| 2010–2011   | Waterloo Black Hawks     | USHL        | 42  | 0  | 6  | 6  | 38  | 2  | 0 | 0 | 0  | 0  |
| 2011–2012   | Waterloo Black Hawks     | USHL        | 55  | 8  | 12 | 20 | 43  | 15 | 4 | 3 | 7  | 6  |
| 2012–2013   | Waterloo Black Hawks     | USHL        | 53  | 11 | 33 | 44 | 48  | 5  | 2 | 2 | 4  | 4  |
| 2013–2014   | Boston College Eagles    | NCAA        | 35  | 5  | 8  | 13 | 48  | —  | — | — | —  | —  |
| 2014–2015   | Boston College Eagles    | NCAA        | 35  | 6  | 10 | 16 | 63  | —  | — | — | —  | —  |
| 2015–2016   | Boston College Eagles    | NCAA        | 40  | 6  | 15 | 21 | 86  | —  | — | — | —  | —  |
| 2016–2017   | Florida Panthers         | NHL         | 1   | 0  | 1  | 1  | 0   | —  | — | — | —  | —  |
|             | Springfield Thunderbirds | AHL         | 65  | 4  | 12 | 16 | 33  | —  | — | — | —  | —  |
| NHL totalt  | NHL totalt               | NHL totalt  | 1   | 0  | 1  | 1  | 0   | —  | — | — | —  | —  |
| AHL totalt  | AHL totalt               | AHL totalt  | 65  | 4  | 12 | 16 | 33  | —  | — | — | —  | —  |
| NCAA totalt | NCAA totalt              | NCAA totalt | 110 | 17 | 33 | 50 | 197 | —  | — | — | —  | —  |
| USHL totalt | USHL totalt              | USHL totalt | 150 | 19 | 51 | 70 | 129 | 22 | 6 | 5 | 11 | 10 |